# محمد الصفار
محمد الصفار (9 يناير 1973 -)، ممثل بحريني. شارك في العديد من المسلسلات الأفلام والمسرحيات .

## أعماله
- عند الضفة الاخرى 2023 - 2024 مسرحية
- دار غريب.
- مارغريت.
- الخطايا العشر 2018 - مسلسل
- باب الريح2016 - مسلسل
- على الضفاف2015 - فيلم قصير
- ذاكرة من ورق2015 - مسلسل
- غيث2015 - فيلم قصير
- زرود2015 - فيلم
- باب المراد2014 - مسلسل
- أكون أو لا2012 - مسلسل
- على موتها أغني2010 - مسلسل
- أيام الحصاد المر2009 - فيلم
- عويشه2003 - مسلسل
- السديم2002 - مسلسل
- مواطن طيب2001 - مسلسل
- نيران2000 - مسلسل
- غناوي المرتاحين1999 - مسلسل
- تالي العمر1998 - مسلسل
- أبواب1998 - مسلسل
- سعدون1998 - مسلسل
- حر الحكايات1997 - مسلسل
- ملفى الأياويد1995 - مسلسل
- ابيض واسود1995 - مسلسل
- صانعوا التاريخ1994 - برنامج
- ملاذ الطير0 - مسلسل اذاعي